# پیرلویجی رونزون
پیرلویجی رونزون (به ایتالیایی: Pierluigi Ronzon) بازیکن فوتبال و اهل ایتالیا است که از سال ۱۹۶۰ میلادی عضو تیم ملی فوتبال ایتالیا بوده و در ۱ بازی ملی حضور داشته‌است. او در بازی‌های ملی‌اش گلی به ثمر نرساند.
پیرلویجی رونزون آخرین بازی ملی خود را در سال ۱۹۶۰ میلادی انجام داد.